# Callinicus pictitarsis
Callinicus pictitarsis är en tvåvingeart som först beskrevs av Jacques-Marie-Frangile Bigot 1878.  Callinicus pictitarsis ingår i släktet Callinicus och familjen rovflugor. Inga underarter finns listade i Catalogue of Life.